# Paul Schwartz (Musiker)

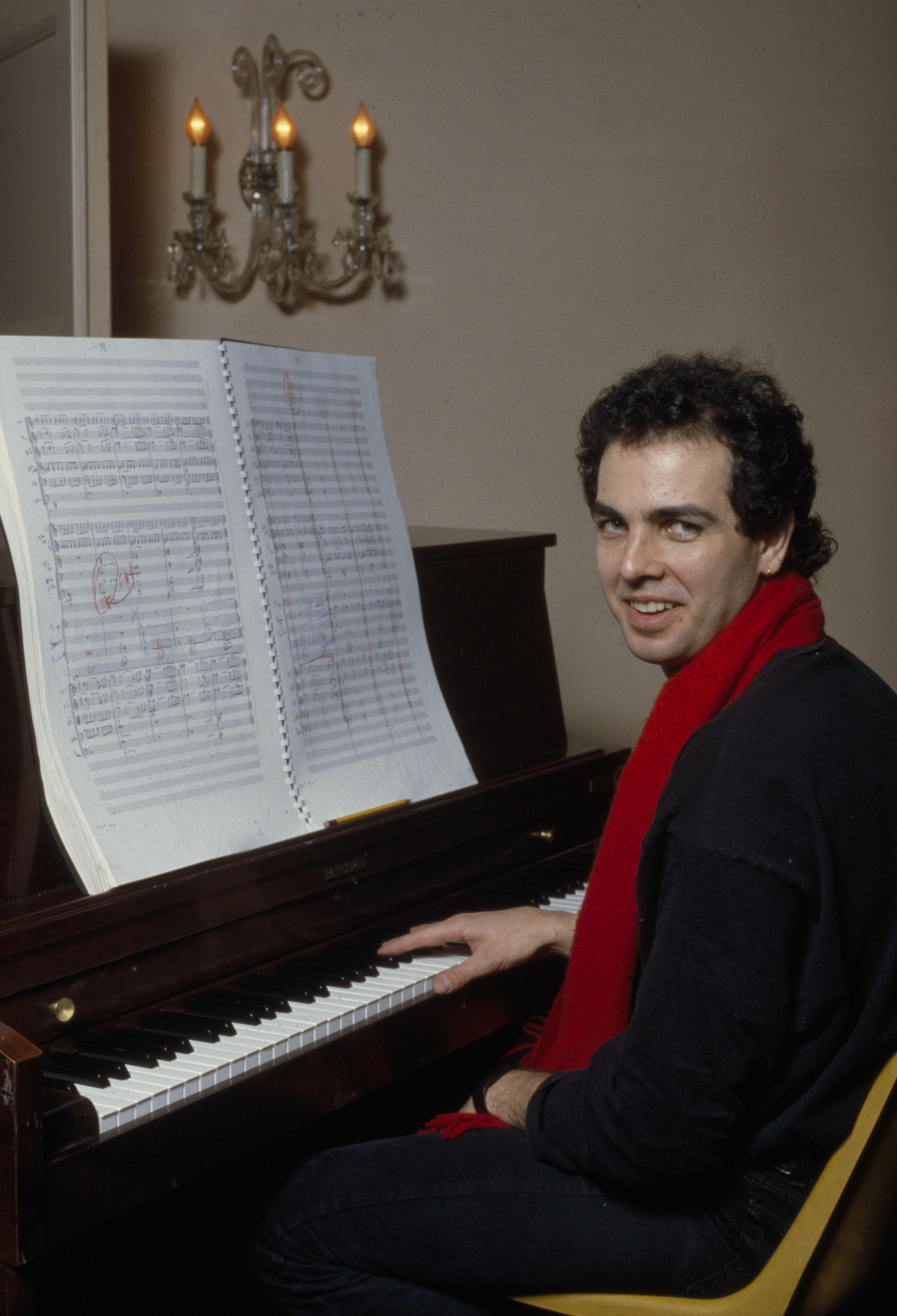
Paul Schwartz

Paul Schwartz (* 1956 in New York) ist ein Musikproduzent, Komponist, Arrangeur, Dirigent und Pianist. Seine Musik kann man als eine Mischung aus Chill-Out und Neo-Klassik bezeichnen. Seine Grundelemente sind Gesang, Klavier, Violinen und elektronische Klänge. Er arbeitete in vielen Liedern seiner Alben mit den Sängerinnen Lisbeth Scott und Rebecca Luker.

## Biografie
Paul Schwartz ist der Sohn des Komponisten und Produzenten Arthur Schwartz sowie der Schauspielerin und Tänzerin Mary Schwartz, er ist der Halbbruder des US-amerikanischen Radiostars Jonathan Schwartz. Mit vier Jahren erhielt er Musikunterricht und begann im Alter von 6 Jahren mit dem Klavierspiel.
Er zog im Alter von 12 Jahren nach London, England und studierte später am Royal College of Music, wo er mit dem Bachelor für Musik in Komposition und Dirigieren abschloss. Nach seinem Abschluss arbeitete er als Pianist und stellvertretender Dirigent für Musicals im Londoner West End und als Dirigent für Marie Ramberts Ballet Rambert. 1981 kehrte er in die USA zurück und wurde stellvertretender Dirigent der Washington National Opera in Washington, D.C. Hiernach war er als stellvertretender Dirigent der Pittsburgh Symphony Orchestra tätig. Neben diesen Tätigkeiten wandte er sich dem Musical zu und arbeitete als musikalischer Leiter für Shows wie Andrew Lloyd Webbers Sing & Dance und das Phantom der Oper. Er komponierte noch einige Stücke für Ballette und andere Bühnenwerke und wechselte dann als Musikproduzent zu Astor Place Records, wo er 1997 in Zusammenarbeit mit Mario Grigorov die erste CD der Aria-Reihe produzierte, die unter dem Label der Café-del-Mar-Compilation erschien. Die insgesamt drei CDs der Reihe erzielten beachtliche Erfolge auf dem Gebiet der Neoklassik.

## Diskografie

### Café del Mar Aria
- Aria (1997)
- Aria 2: New Horizon (1999)
- Aria 3: Metamorphosis (2003)

### Andere
- Earthbound (2002)
- State Of Grace (2000, 2011[5])
- State Of Grace II: Turning To Peace (2003)
- State Of Grace III (2006)
- Glimpses Of Sappho (2007)